# Cmentarz grecko-prawosławny w Kaliszu
Cmentarz grecko-prawosławny, Grecka Góra – cmentarz prawosławny w Kaliszu, położony na Czaszkach, założony w 1786, jeden z najstarszych polskich cmentarzy, pomnik sztuki sepulkralnej wpisany do rejestru zabytków w 1996.
Cmentarz grecko-prawosławny został założony w 1786 za Wrocławskim Przedmieściem, nieopodal cmentarza ewangelicko-augsburskiego, przez greckich kupców win o wyznaniu bizantyjsko-greckim, przybyłych z Macedonii i osiadłych w Kaliszu w pierwszej połowie XVIII w..
Zachowane na cmentarzu obiekty zabytkowe znajdują się w złym stanie technicznym. Na cmentarzu pochowani zostali m.in.:
- wojenny naczelnik okręgu kaliskiego książę Aleksandr Golicyn (zm. 1858)[5],
- wicegubernator kaliski Pawieł Rybnikow (zm. 1885)[5],
- córki gubernatora Michaiła Daragana – Maria (1871–1891) i Anna (1872–1889)[a][5],
- generał Leonid Aleksandrowicz de Traversay (zm. 1891)[6], wnuk Jeana Baptisty de Traversay, admirała, ministra marynarki rosyjskiej,
- generał Nikołaj Kazimierowicz Puzyriewski[5] (zm. 1901), dowódca 12. Kaliskiej Brygady wojsk pogranicznych[7], brat gen. Aleksandra Puzyriewskiego, zastępcy dowódcy Warszawskiego Okręgu Wojskowego[8],
- naczelnik powiatu kaliskiego Piotr Snaksarew (zm. 1909), dziad Natalii Gałczyńskiej[9].
- architekt Józef Chrzanowski (zm. 1915), inżynier gubernialny w Kaliszu[10]
- księgarz Jan Rayko Grabowski - ostatni z rodziny Greków osiadłej w Kaliszu, potomek właścicieli pierwszej księgarni w mieście[11].

W 2025 roku schody prowadzące do nekropolii przeszły gruntowny remont.